# Was für eine geile Zeit
Was für eine geile Zeit ist ein Lied des deutschen Popschlager-Sängers Ben Zucker. Das Stück ist die zweite Singleauskopplung aus seinem Debütalbum Na und?!.

## Entstehung und Artwork
Geschrieben wurde das Lied gemeinsam von Thorsten Brötzmann, Benni Fritsch (Ben Zucker), Philipp Klemz, Roman Lüth und David Robinson. Die Abmischung, Produktion sowie die Programmierung des Stückes erfolgte durch die Zusammenarbeit von Brötzmann und Lüth, die auch beide zusammen am Keyboard zu hören sind. Das Mastering erfolgte durch HP Mastering Hamburg, unter der Leitung des Studioinhabers Hans-Philipp Graf. Für die Gesangsaufnahmen zeichnete Robinson verantwortlich. Neben Brötzmann und Lütz am Keyboard, wurde für das Einspielen der Gitarrenklänge der namhafte Studiomusiker Peter Weihe engagiert. Was für eine geile Zeit wurde unter dem Musiklabel Airforce1 veröffentlicht, durch BMG Rights Management, Edition Philipp Klemz, Elephanten Edition, den Hanseatic Musikverlag, Sony/ATV Music Publishing, TB-Music Publishing und Warner/Chappell Music verlegt sowie durch Universal Music Publishing vertrieben.
Auf dem Cover der Maxi-Single ist – neben Künstlernamen und Liedtitel – der Oberkörper von Zucker zu sehen. Er trägt eine schwarz Lederjacke sowie ein weißes Shirt und hat seinen Blick in die Ferne gerichtet. Im Hintergrund ist verschwommen der Berliner Fernsehturm zu erkennen. Die Fotografie stammt von Ben Wolf.

## Veröffentlichung und Promotion
Die Erstveröffentlichung von Was für eine geile Zeit erfolgte als Single am 20. Oktober 2017. Diese erschien als Einzeltrack zum Download und Streaming. Rund drei Monate später erschien mit Was für eine geile Zeit (Remixes) eine digitale Maxi-Single mit drei Remixversionen, von namhaften DJs wie dem österreichischen DJ-Duo Darius & Finlay oder auch dem deutschen DJ Sean Finn, am 12. Januar 2018. Im Jahr 2022 nahm Zucker das Lied neu auf, zusammen mit dem österreichischen Pop- und Schlagersänger DJ Ötzi. Diese Version erschien zunächst als Promo-Single am 14. Oktober 2022 und zwei Wochen später als Teil von Zuckers erster Kompilation Was wir haben, ist für immer – Das Beste aus 5 Jahren.
Mit dem Lied erfolgten unter anderem eine Reihe Liveauftritte zur Hauptsendezeit bei Schlagerbooom – Internationales Schlagerfest (ARD), Die Schlager des Jahres (HR/MDR/NDR/rbb), Heimlich! – Große Schlager-Überraschung (ARD), Die Party mit Ross Antony (MDR), der Schlagernacht des Jahres 2018 von der Berliner Waldbühne (rbb) oder auch bei den Schlagerchampions – Großes Fest der Besten 2019 (ARD). Des Weiteren absolvierte Zucker weitere Liveauftritte wie unter anderem bei der Klubbb3–Hüttenparty 2018 (MDR), dem ZDF-Fernsehgarten beziehungsweise ZDF-Fernsehgarten on Tour (ZDF) oder Schlager, Stars und 80er – Unsere große Show (rbb). Im Juli 2021 verwendete das ZDF Was für eine geile Zeit als Titelmelodie für die Quizshow Das große Deutschland-Quiz.
Remixversionen
- Was für eine geile Zeit (Darius & Finlay Edit)
- Was für eine geile Zeit (Fox Mix)
- Was für eine geile Zeit (Sean Finn Radio Edit)

## Inhalt
Der Liedtext zu Was für eine geile Zeit ist in deutscher Sprache verfasst und wurde von Thorsten Brötzmann, Benni Fritsch (Ben Zucker), Philipp Klemz und David Robinson geschrieben. Die Komposition entstammt der Zusammenarbeit von Brötzmann, Fritsch, Klemz und Roman Lüth. Musikalisch bewegt sich das Lied im Bereich des Pop-Schlagers. Das Tempo beträgt 128 Schläge pro Minute. Inhaltlich handelt es sich hierbei um eine Hymne auf die besonderen Momente im Leben. Was für eine geile Zeit würde genau die Momente, die man selbst gut kenne feiern (Freundschaft, Familie, Beruf oder Liebe). Zucker definiere hiermit genau jene Augenblicke, mit allen Herausforderungen, der Aufregung und dem Spaß, die das Leben zu einer „geilen Zeit“ werden lasse.
Aufgebaut ist das Lied aus zwei Strophen und einem Refrain. Es beginnt mit der ersten Strophe, auf die ein Pre-Chorus sowie schließlich der eigentliche Refrain folgt. Der gleiche Vorgang wiederholt sich mit der zweiten Strophe. Nach dem zweiten Refrain erfolgt eine Bridge, ehe das Lied mit einem letzten Refrain endet.

„Was für eine geile Zeit – Das sind unsere Jahre.

Und ich sing’ dieses Lied auf das Leben, auf uns.

Ganz egal, was auch kommt.

Was für eine geile Zeit – Das sind unsere Jahre.

Und ich sing’ dieses Lied auf das Leben, auf uns.

Ganz egal, was auch kommt – Was für eine geile Zeit.“

## Musikvideo
Das Musikvideo zu Was für eine geile Zeit wurde in einem sogenannten Troadkastn in Flachau (Österreich) gedreht und feierte am 8. Februar 2018 auf YouTube seine Premiere. Inhaltlich ist das Video in drei Abschnitte zu unterteilen. Während den ersten knapp drei Minuten sind immer wieder Szenen von Zucker zu sehen, der einerseits das Lied mit seiner Gitarre begleitet im Troadkastn singt sowie andererseits Szenen von ihm, wie er den Tag im Freien verbringt. Bei den Szenen im Freien ist Zucker unter anderem beim Radfahren im Schnee, beim Schlittenfahren, auf einer Naturbahnrodeln oder bei einer Schneeballschlacht mit seinen Freunden zu sehen. Am Ende des Videos feiert Zucker eine von Neonlicht begleitete Party mit seinen Freunden im Troadkastn. Die Gesamtlänge des Videos beträgt 3:37 Minuten. Regie führte der Berliner Filmregisseur Gregor Erler. Bis heute zählt das Musikvideo über 47 Millionen Aufrufe bei YouTube (Stand: März 2025).

## Mitwirkende
| Liedproduktion - Thorsten Brötzmann: Abmischung, Keyboard, Komponist, Liedtexter, Musikproduzent, Programmierung - Hans-Philipp Graf: Mastering - Philipp Klemz: Komponist, Liedtexter - Roman Lüth: Abmischung, Keyboard, Komponist, Musikproduzent, Programmierung - David Robinson: Liedtexter, Tonmeister - Peter Weihe: Gitarre - Ben Zucker/Benni Fritsch: Komponist, Liedtexter Artwork - Gregor Erler: Regisseur (Musikvideo) - Ben Wolf: Fotograf (Cover) | Unternehmen - Airforce1: Musiklabel - BMG Rights Management: Verlag - Edition Philipp Klemz: Verlag - Elephanten Edition: Verlag - Hanseatic Musikverlag: Verlag - HP Mastering: Mastering - Molly Aida Film: Filmproduzent (Musikvideo) - Sony/ATV Music Publishing: Verlag - TB-Music Publishing: Verlag - Universal Music Publishing: Vertrieb - Warner/Chappell Music: Verlag |

## Kommerzieller Erfolg

### Chartplatzierungen
Was für eine geile Zeit erreichte in Deutschland Rang 99 der Singlecharts und konnte sich eine Woche in den Charts platzieren. Die Single konnte sich erst zehn Monate nach Erscheinen in den offiziellen deutschen Single Top 100 platzieren. Darüber hinaus konnte sich die Single an 72 Tagen in den deutschen iTunes-Tagesauswertungen platzieren und erreichte mit Rang acht seine höchste Notierung am 22. Oktober 2017. In der Schweizer Hitparade erreichte die Single bei ebenfalls einer Chartwoche Rang 74.
Es handelt sich hierbei nach Der Sonne entgegen um den zweiten Charterfolg für Zucker als Autor und Interpret in den offiziellen deutschen Singlecharts. In der Schweizer Hitparade ist es ebenfalls nach Na und?! der zweite Charterfolg in beiden Funktionen. Brötzmann erreichte hiermit in seiner Tätigkeit als Autor oder Musikproduzent bereits zum 75. Mal die deutschen Charts sowie zum 34. Mal die Schweizer Hitparade. Für Lüth ist Was für eine geile Zeit der sechste Charterfolg in den deutschen Singlecharts als Musikproduzent sowie der zweite nach Superstar (DJ Bobo) als Autor. In der Schweiz ist dies sein fünfter Charterfolg als Produzent sowie nach Superstar (DJ Bobo) und Na und?! (Ben Zucker) der dritte in seiner Autorentätigkeit. Klemz erreichte hiermit nach Der Sonne entgegen (Ben Zucker) zum zweiten Mal die deutschen Charts als Autor sowie ebenfalls zum zweiten Mal nach Na und?! (Ben Zucker) die Schweizer Hitparade. Für Robinson ist es in seiner Autorentätigkeit der erste Charterfolg in beiden Ländern.
| ChartsChartplatzierungen | Höchstplatzierung | Wochen |
| ------------------------ | ----------------- | ------ |
| Deutschland (GfK)        | 99 (1 Wo.)        | 1      |
| Schweiz (IFPI)           | 74 (1 Wo.)        | 1      |

### Auszeichnungen für Musikverkäufe
Im Februar 2023 wurde Was für eine geile Zeit in Deutschland mit einer Platin-Schallplatte für 400.000 verkaufte Einheiten ausgezeichnet, bereits im Juni 2021 erreichte das Lied Gold-Status. Damit zählt das Lied zu den meistverkauften deutschsprachigen Schlagern der 2010er-Jahre.
| Land/Region        | Auszeichnungen für Musikverkäufe (Land/Region, Auszeichnung, Verkäufe) | Verkäufe |
| ------------------ | ---------------------------------------------------------------------- | -------- |
| Deutschland (BVMI) | Platin                                                                 | 400.000  |
| Insgesamt          | 1× Platin ·                                                            | 400.000  |

## Coverversionen
Die Band Schlagerkids coverte das Lied im Jahr 2021 für ihr Debütalbum Vol. 1.